# Scheveningen
Scheveningen è uno stadsdeel marittimo della città de L'Aia, nei Paesi Bassi, dal cui centro dista sei chilometri circa. Vi si arriva percorrendo un lungo viale alberato chiamato Scheveningseweg, che passa vicino al Tribunale penale internazionale (TPI).
La località, la cui lunga spiaggia si affaccia sul Mare del Nord, ospita numerosi alberghi, un porto ed un casinò.
Il porto è stato scavato agli inizi del XX secolo come ricovero per le barche da pesca. Negli anni ha subito diversi ampliamenti fino a poter ospitare, oltre alla flotta di pescherecci e ai mezzi da diporto, anche navi mercantili di medio tonnellaggio. Le attività commerciali, data la vicinanza al porto di Rotterdam, sono comunque molto limitate.
Numerose iniziative prendono piede in estate nelle immediate vicinanze della spiaggia e sulla spiaggia stessa, quali discoteche, bar, attività di noleggio, mentre quella stessa spiaggia si presenta quasi deserta durante la stagione invernale. Tra i vari eventi, si ricorda il Vlaggetjesdag che si svolge agli inizi di giugno e celebra l'arrivo delle Hollandse nieuwe.
La variante Scheveningen della difesa siciliana (un'apertura degli scacchi) prende il nome da questa cittadina, poiché fu giocata per la prima volta in un torneo tenutosi qui.

## Quartieri dello stadsdeel di Scheveningen
I quartieri dello stadsdeel di Scheveningen sono 11:
- Renbaankwartier
- Belgisch Park
- Duinoord
- Duindorp
- Geuzen en Statenkwartier
- Havenkwartier
- Oostduinen
- Scheveningen-Dorp
- Van Stolkpark
- Westbroekpark en Duttendel
- Zorgvliet